# Poyartin
Poyartin település Franciaországban, Landes megyében. Lakosainak száma 765 fő (2022. január 1.). Poyartin Castelnau-Chalosse, Donzacq, Gamarde-les-Bains, Garrey, Gibret, Hinx, Montfort-en-Chalosse, Ozourt és Sort-en-Chalosse községekkel határos.

## Népesség
A település népességének változása:
| Lakosok száma | 623  | 631  | 648  | 643  | 805  | 849  | 833  | 782  | 781  | 765  |
|               | 1968 | 1982 | 1990 | 2006 | 2013 | 2015 | 2017 | 2019 | 2020 | 2022 |